# Sint-Jozefskerk (Kapellen)

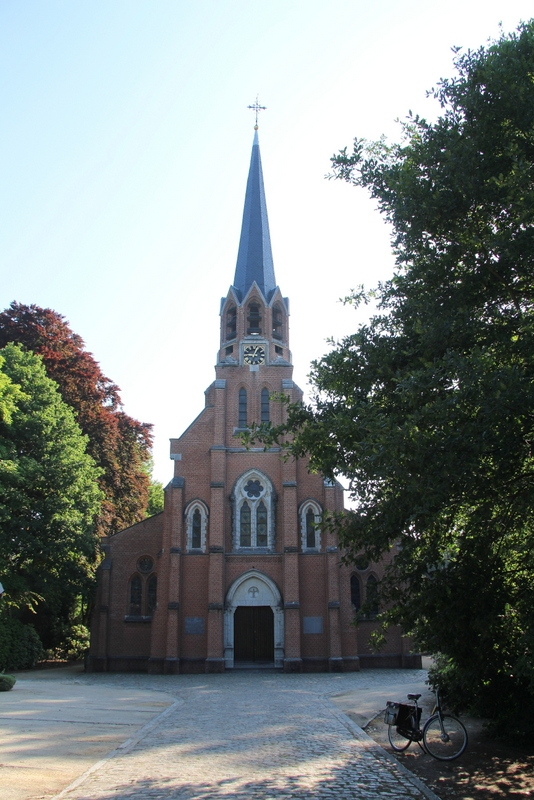
Sint-Jozefskerk

De Sint-Jozefskerk is de parochiekerk van het tot de Antwerpse gemeente Kapellen behorende gehucht Hoogboom, gelegen aan Hoogboomsteenweg 294.

## Geschiedenis
In de 18e eeuw stond hier waarschijnlijk een kapel. De huidige kerk is een initiatief van baron Osy de Zegwaert, die van 1871-1872 een kerk liet bouwen bij zijn domein, naar ontwerp van Eugène Gife. Deze kerk werd beschadigd tijdens de Tweede Wereldoorlog (1944) en in 1956 hersteld.

## Gebouw
Het betreft een bakstenen driebeukige basilicale kerk in neogotische stijl. De kerk heeft een ingebouwde westtoren met naaldspits en een driezijdig afgesloten koor. De familie Osy de Zegwaert heeft een grafmonument in de kerk.
Het kerkmeubilair is neogotisch.